# Co nas nie zabije
Co nas nie zabije (szw. Det som inte dödar oss) – powieść kryminalna, kontynuacja trylogii Millennium Stiega Larssona napisana przez Davida Lagercrantza. Głównymi bohaterami serii są dziennikarz śledczy Mikael Blomkvist i Lisbeth Salander. Powieść kryminalna została wydana 27 sierpnia 2015 na świecie z wyjątkiem USA, gdzie premiera miała miejsce 1 września 2015 roku.
Książka sprzedała się w nakładzie: 230 000 egzemplarzy w Szwecji i 2,3 miliona na całym świecie zajmując pierwsze miejsca na listach sprzedaży m.in. w USA, Kanadzie, Włoszech, Polsce, Wielkiej Brytanii. 

## Geneza utworu i jego wydanie
Wydanie książki wiązało się ze sporem. Pierwszy raz powieść z serii nie została napisana przez pierwotnego autora Millennium – Stiega Larssona, który zmarł w 2004 roku na atak serca. Według pozostawionego testamentu, przekazywał on swój spadek oddziałowi Kommunistiska Arbetareförbundets w Umeå. Dokument nie został jednak uznany przez szwedzkie prawo, gdyż nie był przez nikogo poświadczony. W zaistniałej sytuacji spadek odziedziczyła rodzina zmarłego – ojciec Erland Larsson i brat Joakim Larsson, z którymi pisarz nie utrzymywał kontaktu, a nie wieloletnia partnerka Eva Gabriellson, gdyż nie zawarli związku małżeńskiego. W posiadaniu Evy Gabriellson pozostał jednak laptop Stiega Larssona, na którym znajdują się szkice do kolejnych części. 
Zgodnie z wolą spadkobierców czwartą część z serii Millennium napisał David Lagercrantz. Wobec zarzutów, według których brat i ojciec zmarłego postanowili kontynuować wydawanie serii dla korzyści majątkowych, ogłosili, że dochód ze sprzedaży książki przeznaczą na antyfaszystowski magazyn „Expo”, którego współzałożycielem był Stieg Larsson.

## Fabuła
Frans Balder prowadzi badania nad sztuczną inteligencją. Dowiaduje się, że jego autystyczny syn – August jest zaniedbywany przez sprawujących nad nim opiekę byłą żonę Hannę i jej nowego partnera Lassego Westmana. Rezygnuje z pracy w Dolinie Krzemowej i wraca do Szwecji, by zająć się chłopcem, który okazuje się być sawantem. Profesor Balder dowiaduje się od organów ścigania, że grozi mu niebezpieczeństwo w związku z posiadaniem przez niego informacji na temat działalności amerykańskich służb specjalnych. W obliczu zagrożenia decyduje się na współpracę z Mikaelem Blomkvistem. Dziennikarz dowiaduje się, że Lisbeth Salander pomagała profesorowi i angażuje się w sprawę. Lisbeth uczestniczy w ryzykownym ataku hakerskim na serwery National Security Agency (NSA) czym zwraca na siebie uwagę amerykańskiej agencji wywiadowczej.